# Longoonops bicolor
Espèce
Longoonops bicolor est une espèce d'araignées aranéomorphes de la famille des Oonopidae.

## Distribution
Cette espèce se rencontre au Nicaragua et au Costa Rica.

## Description
Le mâle holotype mesure 1,64 mm et la femelle 1,57 mm.

## Publication originale
- Platnick & Dupérré, 2010 : The goblin spider genera Stenoonops and Australoonops (Araneae, Oonopidae), with notes on related taxa. Bulletin of the American Museum of Natural History, no 340, p. 1-111 (texte intégral).